# Simon-Joseph Pellegrin
Abbé Simon-Joseph Pellegrin (* 1663 in Marseille; † 5. September 1745 in Paris) war ein französischer Dichter, Librettist und Dramaturg. Auf Empfehlung von Madame de Maintenon trat er in den Orden der Cluniazenser ein.
Mehrere seiner Libretti wurden vertont und an der Pariser Oper aufgeführt: Télémaque mit Musik von André Cardinal Destouches (1714), Renaud, ou la suite d’Armide, mit Musik von Henry Desmarest (1722), Jephté mit Musik von Michel Pignolet de Montéclair (1732), und Hippolyte et Aricie, die erste Oper von Jean-Philippe Rameau (1733).